# Hartmanice (district de České Budějovice)
Pour les articles homonymes, voir Hartmanice.
Hartmanice  (en allemand : Hartmanitz) est une commune du district de České Budějovice, dans la région de Bohême-du-Sud, en République tchèque. Sa population s'élevait à 187 habitants en 2023.

## Géographie
Hartmanice se trouve à 11 km à l'est-sud-est de Týn nad Vltavou, à 27 km au nord-nord-ouest de České Budějovice et à 98 km au sud de Prague.
La commune est limitée par Hodětín au nord, par Zálší à l'est, par Dolní Bukovsko au sud et par Žimutice à l'ouest.

## Histoire
La première mention écrite du village date de 1219.

## Galerie

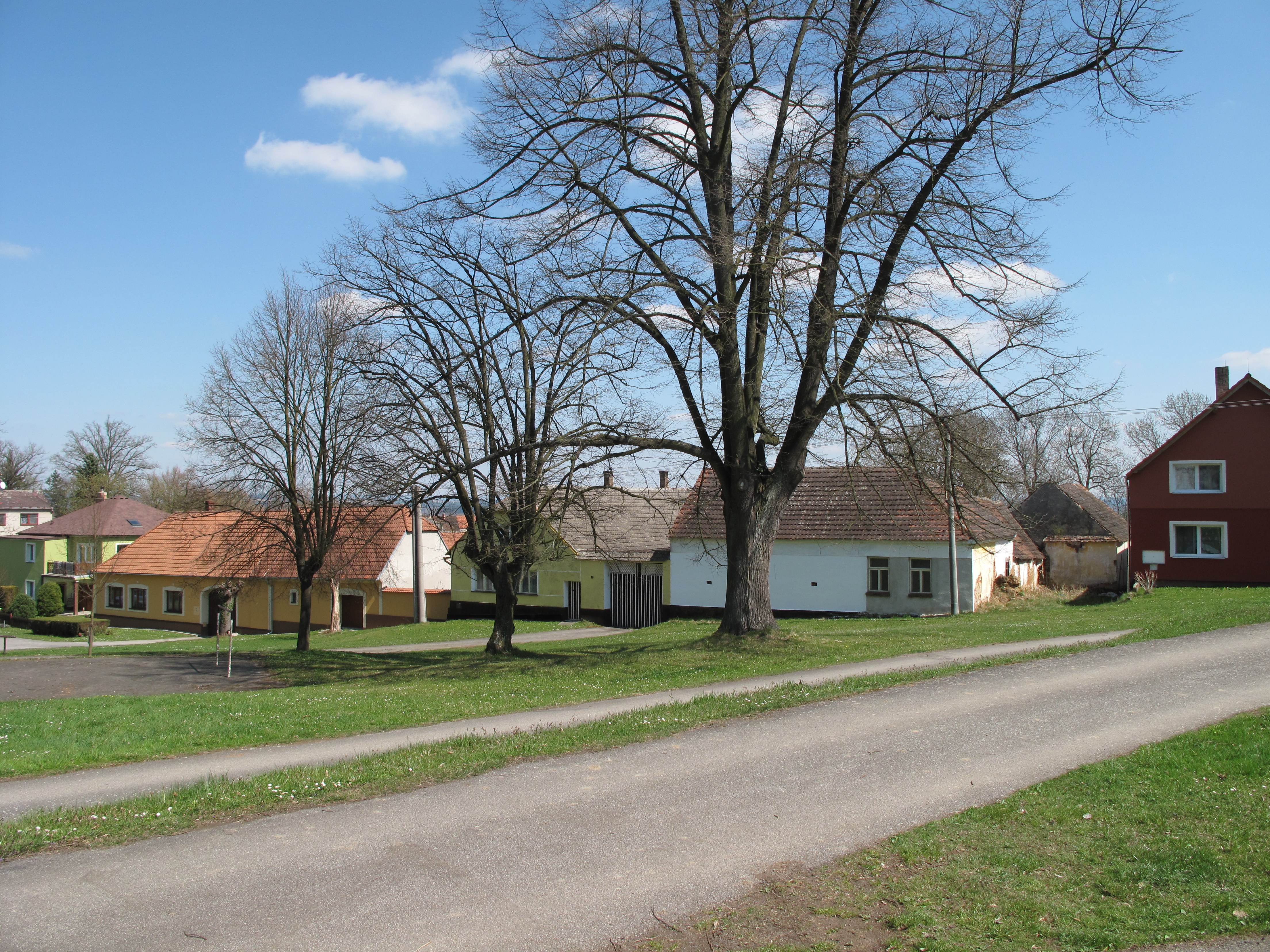
Centre du village.
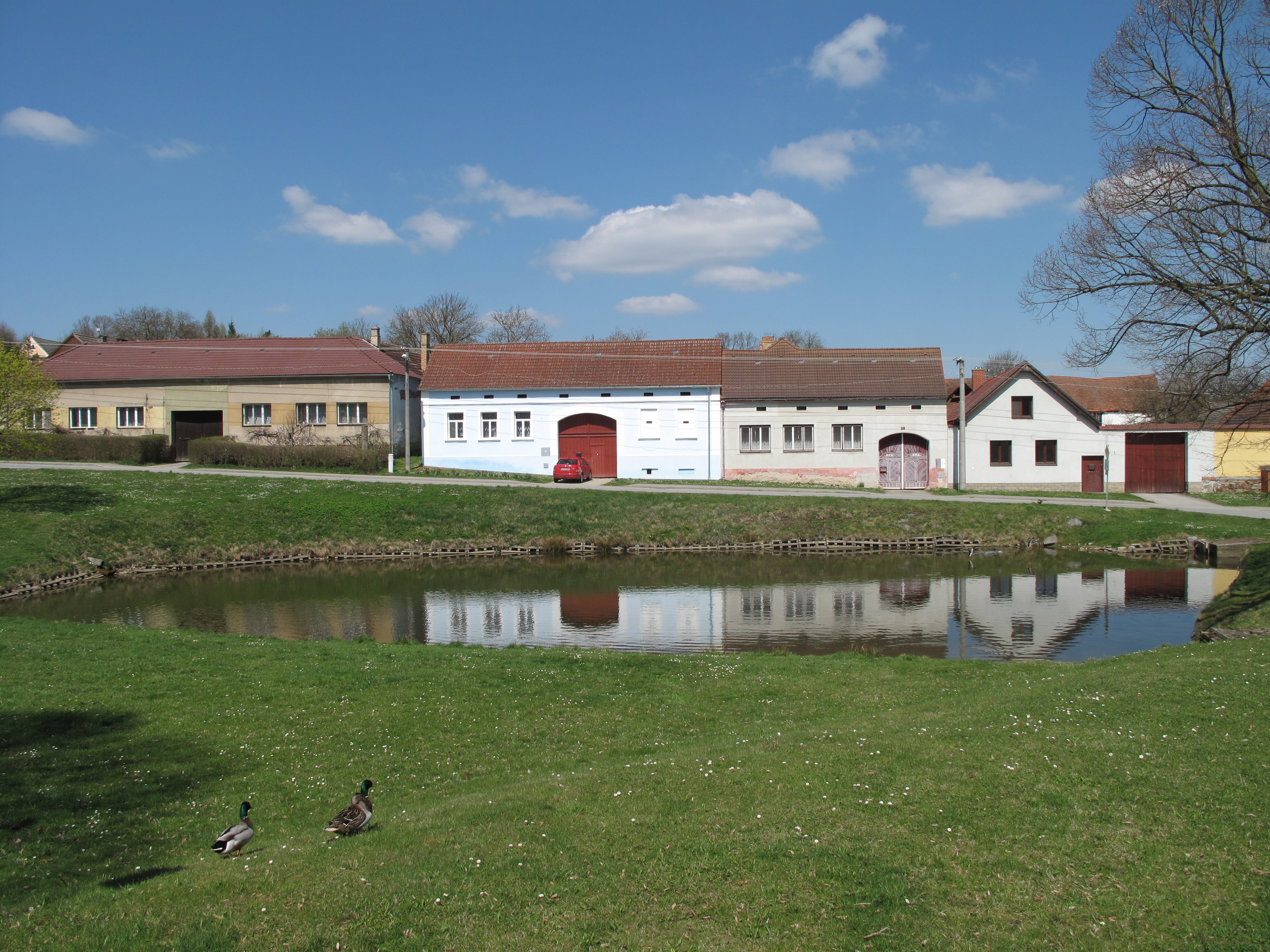
Étang à Hartmanice.

## Transports
Par la route, Hartmanice se trouve à 14 km de Veselí nad Lužnicí, à 35 km de České Budějovice et à 127 km de Prague.

## Source
- (cs) Cet article est partiellement ou en totalité issu de l’article de Wikipédia en tchèque intitulé « Hartmanice (okres České Budějovice) » (voir la liste des auteurs).